# Cua de ventall rogenc
El cua de ventall rogenc (Rhipidura rufifrons) és una espècie d'ocell de la família dels ripidúrids (Rhipiduridae) que habita la malesa dels boscos, clars i manglars d'algunes de les illes Marianes, Carolines i Moluques, illes Petites de la Sonda, sud-oest de Nova Guinea i illes properes, algunes illes de l'Arxipèlag D'Entrecasteaux, Louisiade i Salomó, i est i sud-est d'Austràlia.

## Taxonomia
Alguns autors consideren que es tracta realment de tres espècies diferents:
- Rhipidura rufifrons (sensu stricto) -	cua de ventall rogenc. Moluques septentrionals, petites illes a l'est i sud-est de Nova Guinea, Austràlia, illes Salomó i Micronèsia occidental.
- Rhipidura melanolaema Sharpe, 1879 - cua de ventall frontblanc.[3] Illes Vanikoro, al sud-est de les Salomó.
- Rhipidura obiensis Salvadori, 1876 - cua de ventall de l'illa d'Obi.[4] L'illa d'Obi i la propera Bisa, a les Moluques septentrionals.